# Reprezentacja Włoch na Mistrzostwach Europy w Wioślarstwie 2008
Reprezentacja Włoch na Mistrzostwach Europy w Wioślarstwie 2008 liczyła 33 sportowców. Najlepszymi wynikami było 1. miejsce w czwórce bez sternika wagi lekkiej mężczyzn.

## Medale

### Złote medale
czwórka bez sternika wagi lekkiej (LM4-): Salvatore Amitrano, Fabrizio Gabriele, Andrea Caianiello, Armando Dell’Aquila

### Srebrne medale
dwójka podwójna wagi lekkiej (LM2x): Lorenzo Bertini, Daniele Gilardoni
czwórka bez sternika wagi lekkiej (LM4-): Domenico Montrone, Romano Battisti, Sergio Canciani, Andrea Tranquilli

### Brązowe medale
dwójka podwójna (W2x): Gabriella Bascelli, Erika Bello

## Wyniki

### Konkurencje mężczyzn
- jedynka (M1x): Filippo Mannucci – 11. miejsce
- dwójka bez sternika (M2-): Lorenzo Porzio, Andrea Palmisano – 4. miejsce
- dwójka podwójna (M2x): Jean Smerghetto, Luca Ghezzi – 6. miejsce
- dwójka podwójna wagi lekkiej (LM2x): Lorenzo Bertini, Daniele Gilardoni – 2. miejsce
- czwórka bez sternika (M4-): Domenico Montrone, Romano Battisti, Sergio Canciani, Andrea Tranquilli – 2. miejsce
- czwórka bez sternika wagi lekkiej (LM4-): Salvatore Amitrano, Fabrizio Gabriele, Andrea Caianiello, Armando Dell’Aquila – 1. miejsce

### Konkurencje kobiet
- dwójka bez sternika (W2-): Simona Roccarina, Samanta Molina – 4. miejsce
- dwójka podwójna (W2x): Gabriella Bascelli, Erika Bello – 3. miejsce
- ósemka (W8+): Cleonice Renzetti, Valeria Franzin, Veronica Pizzamus, Cristina Romiti, Sara Bertolasi, Gioia Sacco, Camilla Espana, Anna Bonciani, Serena Manetti – 4. miejsce